# Henning Karström
Henning Mauritz Karström, född 10 maj 1899 i Urdiala, död 1 december 1989 i Stockholm, var en finländsk biokemist. Han var internationellt erkänd som enzymforskare.
Karström blev filosofie doktor 1936. Han anställdes 1924 som överassistent vid Valios laboratorium och Biokemiska forskningsinstitutet och genomförde under perioden 1924–1946 en rad betydande undersökningar inom biokemi och näringskemi, som resulterat i omkring 200 vetenskapliga publikationer. Som chef hade han Artturi Virtanen, som 1945 fick Nobelpriset i kemi. Han lämnade biokemin och forskningen 1946 och blev rektor för Finlands adventskyrkas internatskola i Pikis. Därifrån flyttade han 1961 till Sverige och blev rektor för Adventistsamfundets skola i Ekeby, där han kvarstod till 1968. 
I doktorsavhandlingen (1930) och i en publikation från 1938 beskrev Karström enzymbildningen i bakterier och andra mikroorganismer, och visade att, utom de konstitutiva enzymerna, cellen kan producera induktiva enzymer genom yttre påverkan. Han visade också att detta påverkas av cellens arvsanlag.
Karström var hedersmedlem i Societas biochemica, biophysica et microbiologica Fenniae från 1970. Han erhöll professors titel 1979.